# Iglesia y convento de San Francisco (San Miguel de Tucumán)
La iglesia y convento de San Francisco de San Miguel de Tucumán, se encuentra ubicada en la esquina conformada por las calles San Martín y 25 de Mayo, se ubica hacia el ángulo noroeste de la Plaza Independencia esto es, en pleno casco histórico de la ciudad; tal basílica ha sido la sede de la primera escuela franciscana. Fue construida en el año 1767. Fue remodelada entre los años 1879 y 1885.
En su interior se guardan objetos históricos como por ejemplo: la mesa donde se firmó el acta de la Independencia de Argentina, la primera bandera nacional argentina [cita requerida] enarbolada en Tucumán, el 8 de octubre de 1812, el altar mayor que fue realizado por indígenas de Misiones.
Frente al altar se encuentra enterrado Monseñor José Agustín Molina, que fue prosecretario del Congreso de Tucumán en 1816. En unas de las alas del convento tuvieron su alojamiento y enfermería las tropas de Manuel Belgrano luego de la Batalla de Tucumán.

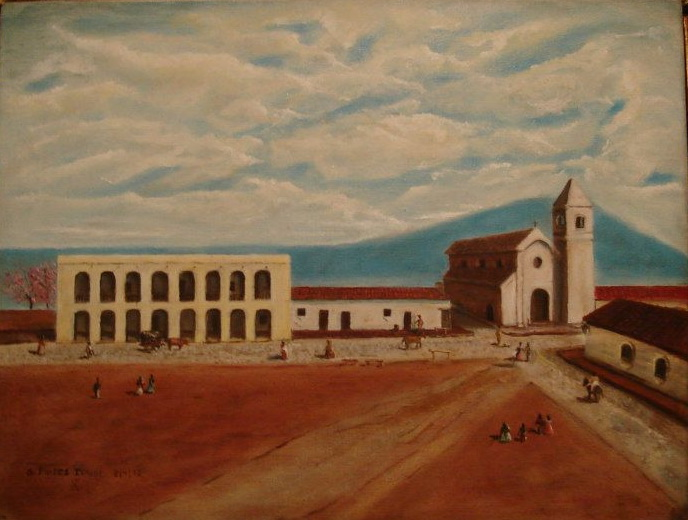
Tucumán hacia 1812: cabildo e Iglesia de San Francisco (óleo actual)